# Lara Dutta
Lara Dutta (ur. 16 kwietnia 1978 w Ghaziabad) – indyjska aktorka, Miss Universe w 2000 roku.
Od 2011 jej mężem jest tenisista Mahesh Bhupathi, 20 stycznia 2012 urodziła im się córka Saira.

## Filmografia
| Rok  | Film                     | Rola               | Uwagi                                                          |
| ---- | ------------------------ | ------------------ | -------------------------------------------------------------- |
| 2016 | Azhar                    | Meera Verma        |                                                                |
| 2016 | Fitoor                   | Leena Becker       |                                                                |
| 2015 | Singh Is Bliing          | Emily              |                                                                |
| 2013 | David                    | Gayathri           | Tamil                                                          |
| 2013 | David                    | Neelam             | Hindi                                                          |
| 2011 | Chalo Dilli              | Mihika Banerjee    |                                                                |
| 2011 | Don 2 – The king is back | Ayesha             |                                                                |
| 2010 | Housefull                | Hetal Patel        |                                                                |
| 2009 | Do Knot Disturb          | Dolly              |                                                                |
| 2009 | Billo Barber             | Bindiya B. Pardesi |                                                                |
| 2009 | Blue                     | Mona               |                                                                |
| 2008 | Do zakochania jeden krok | ona sama           | występ w piosence                                              |
| 2007 | Partner                  | Naina Sahani       |                                                                |
| 2007 | Om Shanti Om             | ona sama           | występ w piosence                                              |
| 2007 | Tańcz, dziecinko, tańcz! | Anaida Raza/Laila  |                                                                |
| 2006 | W kółko                  | Munni/Nisha/Aditi  |                                                                |
| 2006 | Alag                     | ona sama           | występ gościnny w piosence                                     |
| 2006 | Unicestwienie            | Zeenat             | występ gościnny                                                |
| 2006 | Zinda                    | Jenny Singh        |                                                                |
| 2005 | Przyjaźń na zawsze       | Kajal              |                                                                |
| 2005 | Ek Ajnabee               | dorosła Anamika    | gościnnie                                                      |
| 2005 | No Entry                 | Kajal              | nominacja do Nagrody IIFA dla Najlepszej Aktorki Drugoplanowej |
| 2005 | Czas zguby               | Ishika             |                                                                |
| 2005 | Jurm                     | Sanjana Malhotra   |                                                                |
| 2005 | Elaan                    | Sonia              |                                                                |
| 2005 | Insan                    | Meghna             |                                                                |
| 2004 | Aan: Men at Work         | Kiran              |                                                                |
| 2004 | Arasatchi                | Lara               | Tamil                                                          |
| 2004 | Bardaasht                | Payal              |                                                                |
| 2004 | Masti                    | Monica             |                                                                |
| 2004 | Mundur                   | gościnnie          | występ w piosence „Aisa Jadoo”                                 |
| 2003 | Mumbai Se Aaya Mera Dost | Kesar              |                                                                |
| 2003 | Andaaz                   | Kajal              | Nagroda Filmfare za Najlepszy Debiut                           |